# Protochromys fellowsi
Protochromys fellowsi — вид гризунів родини мишевих (Muridae). Це єдиний вид в роду Protochromys. Зустрічається тільки в Папуа-Новій Гвінеї. Мешкає в гірських лісах на висоті від 1800 до 2600 метрів над рівнем моря і любить залишатися в місцях, вкритих мохом. В іншому випадку про їхній спосіб життя мало що відомо. Вид досягає довжини тіла до 18 сантиметрів; їхня шерсть на спині сіро-коричнева, а живіт яскраво червоний.